# Дерновые почвы
Дерно́вые по́чвы (также дерновые лесные почвы, серогумусовые почвы) — тип почв, развивающихся под лесами умеренного пояса (главным образом таёжными, а также под березняками) на богатых основаниями почвообразующих породах. В этих условиях подзолообразовательный процесс замещается дерновым процессом.

## Формирование
Образование дерновых почв происходит под травянистой растительностью, богатой питательными элементами, создающей дернину и подстилку, под которыми располагается дерновой (гумусово-аккумулятивный) горизонт.
Для дерновых почв характерны: накопление перегноя (мощность гумусового горизонта 30—40 см, содержание гумуса от 2—4 % в кислых почвах, до 6—9 % в почвах с нейтральной реакцией); биологическое накопление зольных элементов и щёлочноземельных оснований.

## Классификация
Выделяются :
- дерново-карбонатные типичные почвы (образуются на маломощном элювии известковых пород, щебнисты)

- дерново-карбонатные выщелоченные (формируются на более мощной толще элювии карбонатных пород, имеют хорошо выраженный гумусовый профиль со слабокислой реакцией среды, выщелоченной от карбонатов)

- дерново-карбонатные оподзоленные почвы (имеют признаки оподзоленности)

- дерновые перегнойные литогенные почвы (развиваются на породах, богатых силикатными формами кальция и магния, железом)

- дерново-глеевые почвы (имеют признаки дерновых почв с выраженным оглеением и образованием оторфованной подстилки и перегнойного горизонта)[2].

Так же существуют подразделения по содержанию гумуса: перегнойные, много-, средне - малогумусовые, маломощные и среднемощные.

## География
Дерновые почвы встречаются на Дальнем Востоке, Камчатке и Курильских островах, Вологодской, Калининской, Московской,  Ленинградской, Архангельской, Прибалтийской областях, в Восточной Сибири (мерзлотно-таежные, дерново-лесные), Якутии (дерново-лесные палевые). Среди почв тайги дерновые считаются наиболее потенциально плодородными.